# Storia di Brescia

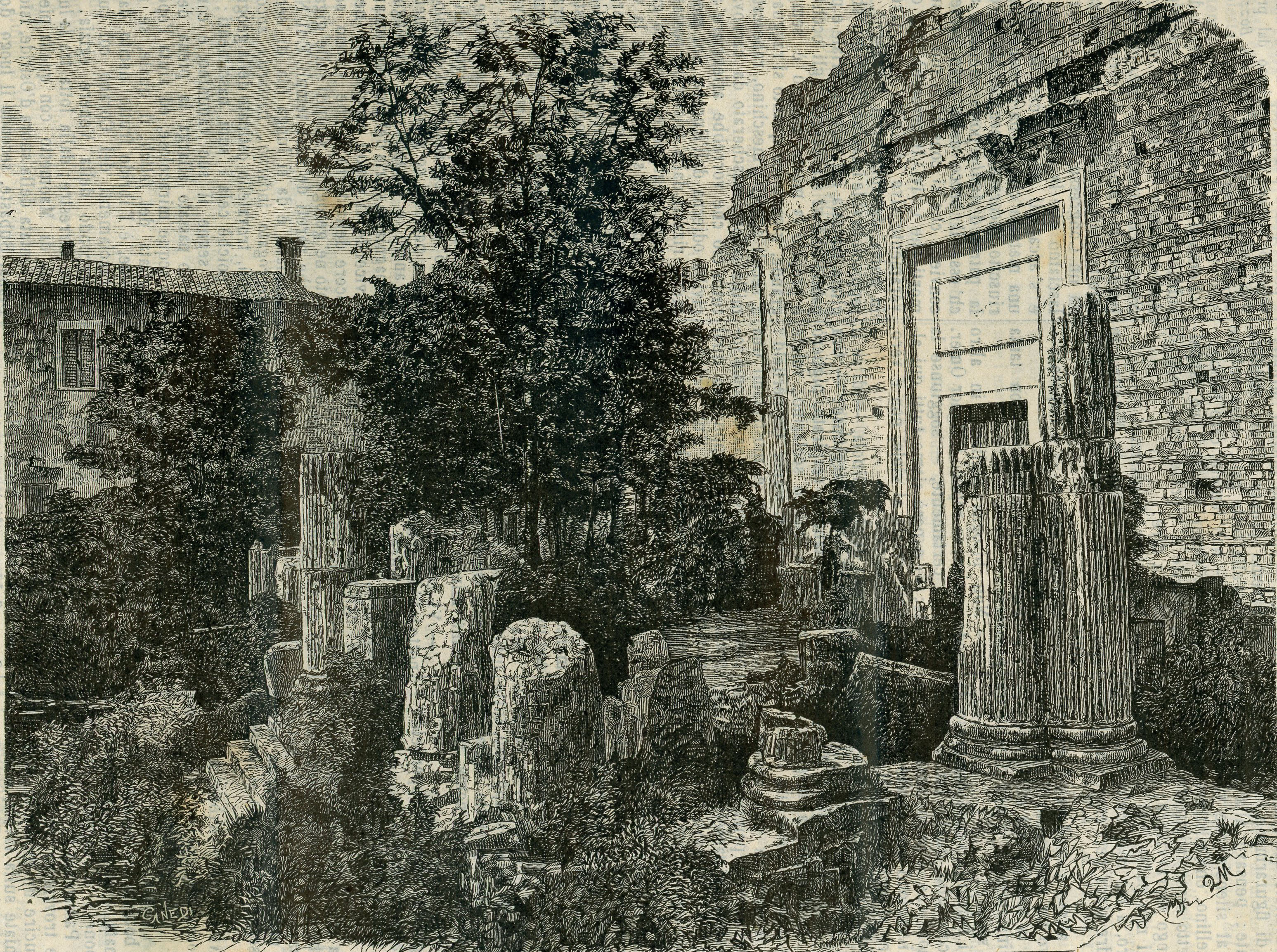
Una xilografia di fine Ottocento raffigurante le rovine del tempio capitolino di Brescia, tratta da Francesco Canedi, L’illustrazione popolare, Fratelli Treves Editori, Milano, 1882.

La storia di Brescia trae origine dalla fondazione di alcuni insediamenti abitativi sul Colle Cidneo in piena età del bronzo. Nondimeno, è probabile che siti abitati esistessero già alla fine del III millennio a.C. nell'odierna zona sud-orientale della città, come testimoniato anche da ritrovamenti archeologici rinvenuti in loco.
Dopo essere divenuta capitale del regno dei galli Cenomani, Brescia entrò sotto la sfera d'influenza romana, diventandone poi un municipium a tutti gli effetti: l'antica Brixia, inoltre, divenne uno dei centri più importanti di tutta l'Italia settentrionale e venne organizzata, da un punto di vista planimetrico, mediante il tipico impianto razionalista dei castra militari, con conseguenze da un punto di vista urbanistico concretamente visibili anche in epoca moderna e contemporanea. A seguito della caduta dell'Impero romano d'Occidente Brescia fu contesa dai vari regni romano-barbarici per poi diventare, sotto il dominio longobardo, sede di un importante ducato che diede tra l'altro i natali a più di un re: in particolare, la città raggiunse l'apice del proprio prestigio e potere politico sotto il regno dell'ultimo monarca longobardo, re Desiderio, che rese Brescia una dei principali luoghi del potere tramite la fondazione del monastero femminile di San Salvatore-Santa Giulia, tra i più influenti e ricchi enti religiosi italiani ed europei del tempo.
Nel corso del basso medioevo Brescia divenne un libero comune, per poi essere contesa tra i vari potentati che sorsero in epoca successiva: dopo essere stata soggetta ad una prima dominazione viscontea, infatti, la città giurò nel 1426 dedizione alla repubblica di Venezia, che amministrò Brescia fino alla stessa capitolazione della Serenissima, avvenuta nel 1797. In seguito, dopo la breve esperienza della repubblica bresciana e gli eventi che videro la discesa di Napoleone in Italia, la medesima Brescia fu annessa prima al dominio francese ed in seguito austriaco, distinguendosi tra l'altro per l'opposizione esercitata contro il medesimo governo austriaco durante le Dieci giornate di Brescia. A seguito degli eventi dell'unità d'Italia, nel 1861, la città divenne parte del neonato regno d'Italia, seguendone le vicende fino all'istituzione della repubblica; Brescia inoltre si distinse durante le vicende della seconda guerra mondiale ottenendo una medaglia d'argento al valore per il significativo contributo che fornì in merito al fenomeno della resistenza italiana.
Arrivata a distinguersi, a partire dagli anni '50 e '60, come la capitale del tondino e come un centro industriale tra i più ricchi a livello italiano ed europeo, la stessa città ha poi affrontato, nel quadro del più generico periodo degli anni di piombo, un attacco terroristico di matrice neofascista, la cosiddetta strage di piazza della Loggia, avvenuta durante una manifestazione sindacale il 28 maggio 1974.

## Origine tra mito e indagine storica

Sviluppo del centro storico di Brescia

### Ercole e Cicno fondatori della città

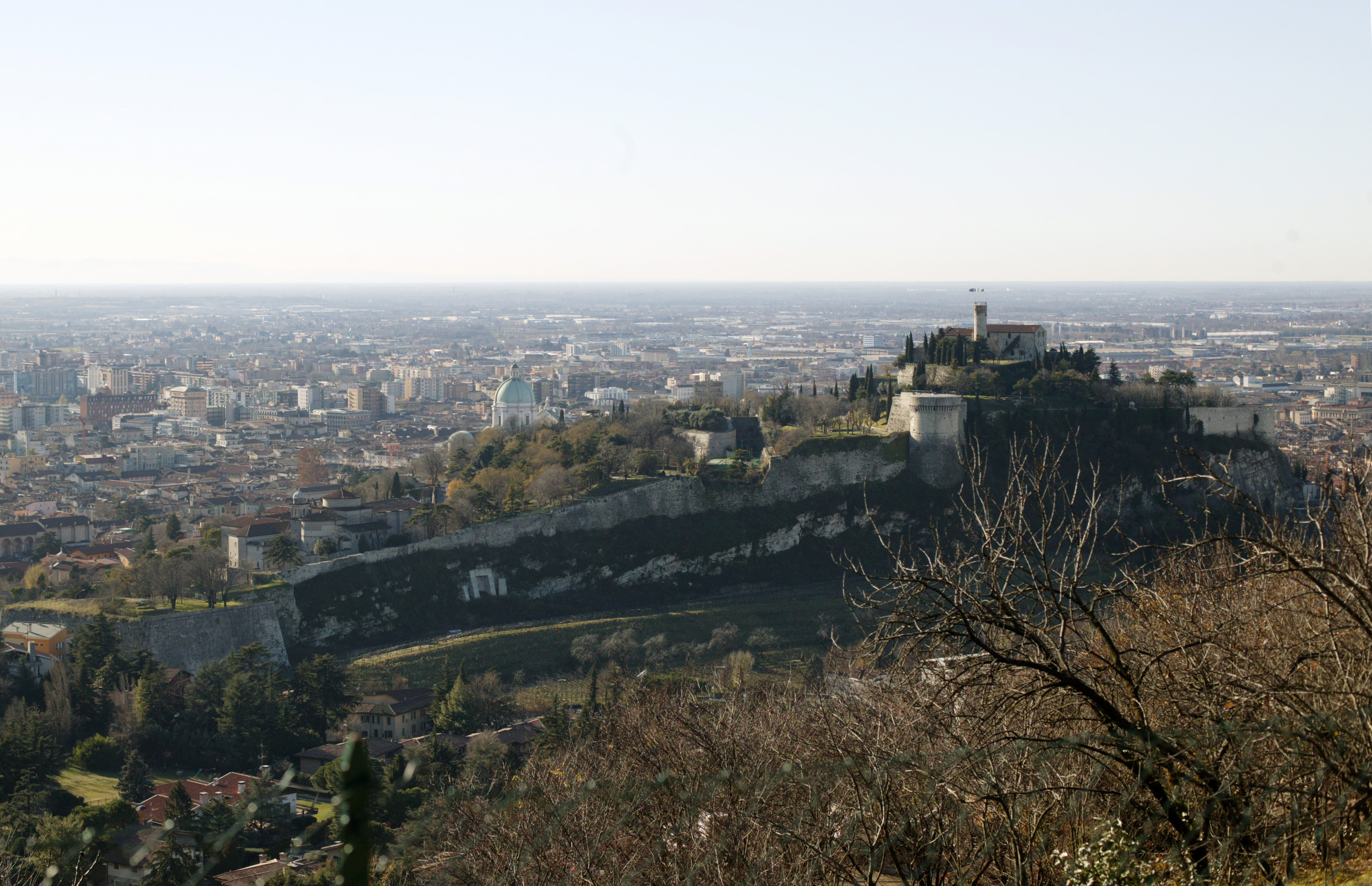
Il colle Cidneo in una veduta d'insieme, sulla cui sommità si erge il castello cittadino di Brescia.

Le origini di Brescia sconfinano nella leggenda: vi è chi fa risalire le origini della città ad Ercole, chi invece attribuisce la sua fondazione a Troe che, scappando da Troia in fiamme, sarebbe giunto presso il luogo dove ora sorge Brescia e vi avrebbe fondato la cosiddetta Altilia, vale a dire l'altra Ilio. Tuttavia la leggenda che, secondo la storiografia, contiene con più probabilità un fondo di verità è quella che si riferisce a Cicno, mitico re dei Liguri: questi infatti nella tarda età del bronzo avrebbe invaso la pianura Padana e, giunto presso il colle Cidneo (al centro della moderna Brescia), ne fortificò la cima, nel sito in cui a partire dall'età medievale sorge il castello cittadino.
Altri ancora sostengono che i primi abitanti del territorio bresciano furono gli Etruschi, che si stanziarono appunto nel territorio della pianura cispadana. In ogni caso, è stato notato che la radice etimologica del termine Brixia potrebbe derivare dal celtico Berg/brg/brig, che significa letteralmente "luogo elevato", a testimonianza dell'insistere di un primo nucleo urbano proprio sul colle cittadino del Cidneo.

### Brescia capitale dei Cenomani
Una prima organizzazione proto urbana, in ogni caso, è riscontrabile solo dal V secolo a.C. e principalmente, appunto, attorno all'area del medesimo Cidneo, dove dovevano convergere sia molte sorgenti d'acqua sia le principali vie di comunicazione verso l'Etruria padana e la regione alpina. L'evento di maggior importanza per la storia antica bresciana fu però l'arrivo dei Galli Cenomani tra V e IV secolo a.C., che resero Brixia la capitale del loro regno, come anche testimoniato dalla produzione scrittoria dello storico Tito Livio. CenomaniS'insediarono nella regione pianeggiante (spingendo nelle valli le popolazioni di ceppo ligure-euganeo) compresa tra l'Adige e l'Adda, nella fascia pedemontana e nella bassa fino all'altezza di Soncino, ricomprendendo tutta la bassa bresciana e le terre al di qua dell'Oglio. A quell'epoca risale la fondazione da parte dei Cenomani delle città vicine a Brescia
Sobillate da Annibale, Asdrubale e Magone, intorno al 202 a.C. le tribù celtiche della pianura Padana crearono una confederazione contro i Romani. Questa confederazione mosse guerra contro gli stanziamenti Romani nella pianura cis-padana; i Cenomani però, appena prima della battaglia, si riallearono segretamente con i Romani (con i quali avevano già combattuto nel 225 a.C. le altre tribù galliche e nel 216 a.C. i Cartaginesi a Canne) ed il giorno seguente attaccarono alle spalle gli Insubri, provocandone la totale disfatta. Questa battaglia pose fine alla sovranità esclusiva su Brescia ed il suo territorio da parte dei Cenomani e diede inizio all'età romana. Venne infatti mantenuta solamente l'autonomia amministrativa.

## Età romana

### La prima età romana

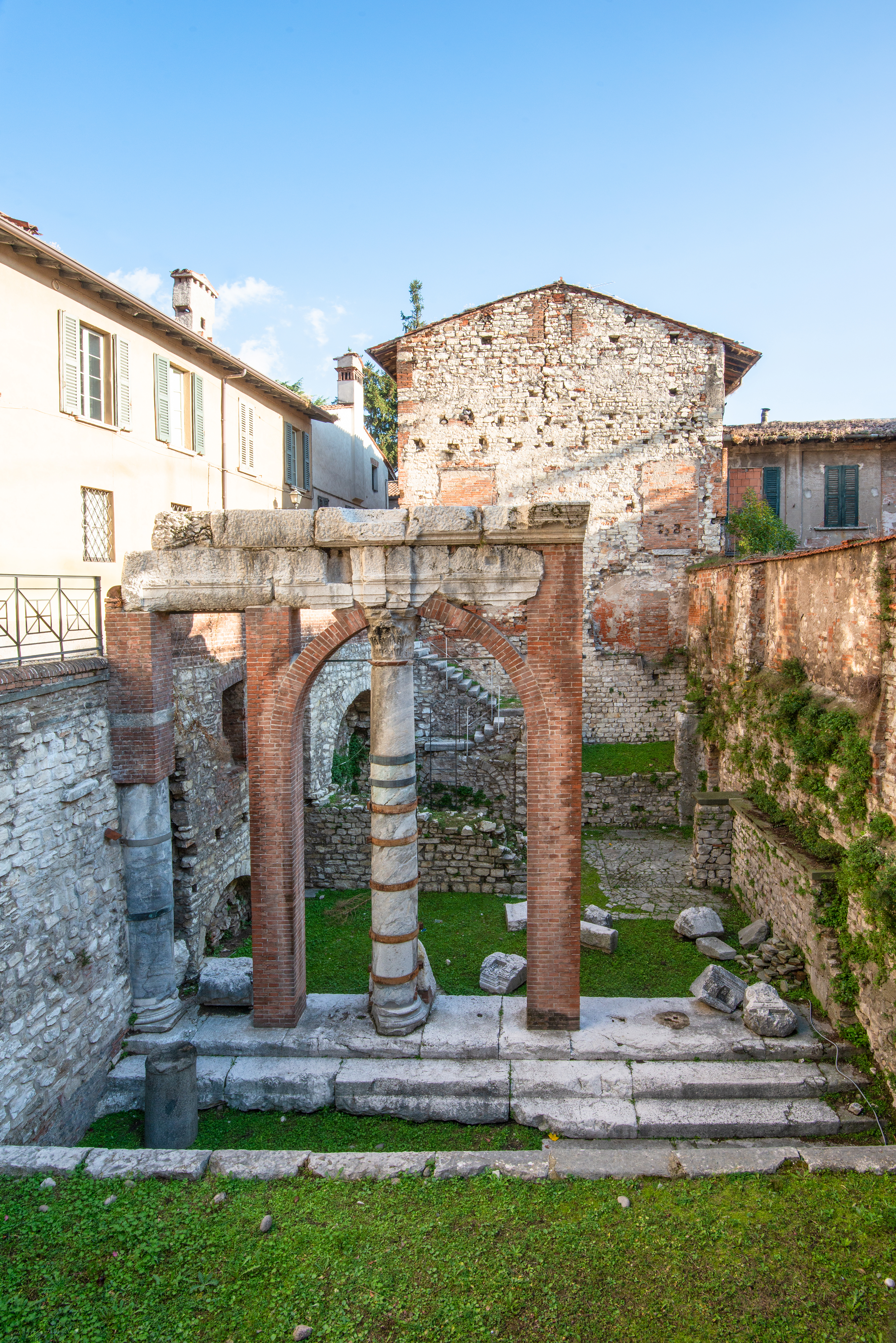
Una colonna del porticato dell'antico foro romano di Brescia, in piazza del Foro a Brescia.

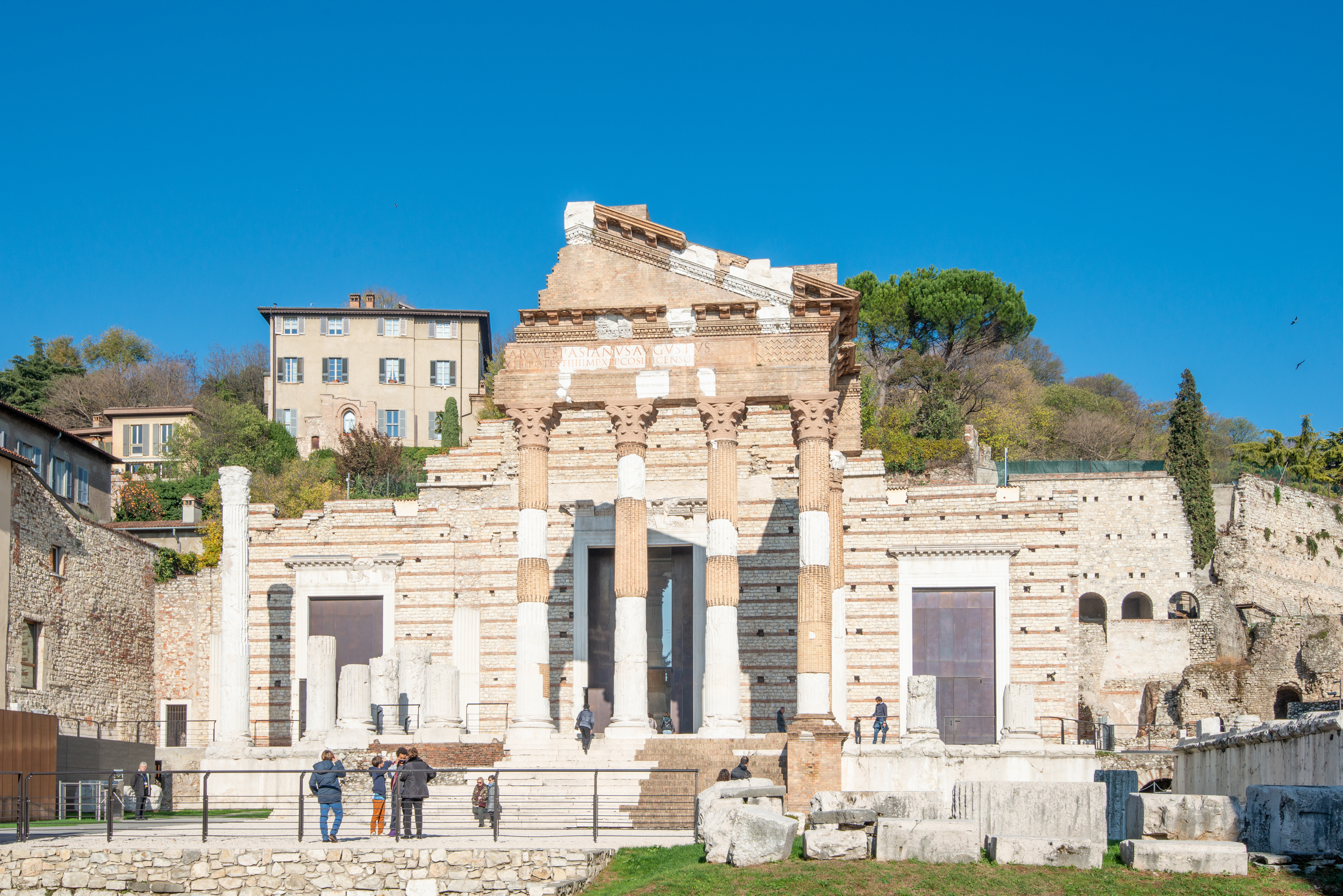
Le rovine del Capitolium di età flavia, fatto erigere dall'imperatore Vespasiano nel 73 d.C. sopra le vestigia del precedente tempio di età repubblicana.

Dal 196 a.C. ha appunto inizio per Brescia l'età romana. La città, in ogni caso, ebbe una certa indipendenza e libertà di governo, in virtù del suo status di alleata di Roma. Infatti i medesimi Cenomani, come già evidenziato, mantennero una certa indipendenza e addirittura anche diritto a mantenere un proprio esercito. Questo primo legame permise alla città, nell'89 a.C., con la Lex Pompeia emanata da Gneo Pompeo Strabone, di potersi fregiare del cosiddetto diritto latino; anche in epoca repubblicana il mondo "cenomane" godette di grande autonomia, poté auto amministrarsi, battere moneta propria e poté mantenere una propria "cultura", ma con l'acquisizione della cittadinanza romana scomparve la dicitura "Cenomani" in favore di quella di "Brixiani" .
Inoltre, nel 49 a.C., al tempo del consolato di Gaio Giulio Cesare, ottenne l'importante prerogativa, grazie alla Lex Roscia e alla Lex Iulia de civitate Transpadana, di divenire parte a tutti gli effetti del territorio romano. Perciò, ai suoi abitanti venne data la piena cittadinanza romana, con la conseguente iscrizione alla tribù dei Fabii.

### Brescia in età repubblicana
È proprio a quest'epoca, comunque, che va datata una prima razionalizzazione dell'abitato secondo il tipico schema urbanistico romano, tramite il tracciato di un decumano, l'odierna via dei Musei, ed un cardo. A tal proposito, è opportuno descrivere, almeno superficialmente, la natura dell'abitato a quel tempo: la Brixia di allora aveva la forma di un pentagono irregolare,d un cardo.[1] A tal proposito, è opportuno descrivere, almeno superficialmente, la natura dell'abitato a quel tempo: la Brixia di allora aveva la forma di un pentagono irregolare, al cui centro ideale vi erano la piazza del Foro e il santuario. Il già citato decumano percorreva in senso est-ovest la città e, perpendicolare ad esso, il cardo proseguiva a sud, smarcandosi dall'edificio della basilica civile e proseguendo verso sud, dunque verso Cremona. Le mura urbiche, poi, scendendo dalle pendici del colle proseguivano lungo l'attuale via Dieci Giornate e, indirizzandosi verso est, si protraevano fino a porta Paganora e corso Zanardelli, continuando verso corso Magentaindirizzandosi verso est, si protraevano fino a porta Paganora e corso Zanardelli, continuando verso corso Magenta e risalendo sempre verso il Cidneo da via Brigida Avogadro.
Il poeta latino Catullo, nel carme 67, così descrive la realtà della Brescia romana:
Brixia Cycneae supposita speculae 

flauus quam molli praecurrit flumine Mella 

(Catullo, Liber, carmen 67)
Nel 27 a.C., poi, Ottaviano augusto conferì alla città, unica in tutta l'Italia settentrionale del tempo a poter godere di tale privilegio, il titolo di Colonia civica Augusta Brixia. Forse proprio a ricordo di questo importante conferimento fu eretto sulla sommità del colle Cidneo un monumentale tempio, promuovendo anche la costruzione di un acquedotto per migliorare l'approvvigionamento idrico del centro urbano. Si stima comunque che la sua lunghezza fosse di circa 25 km, partendo dall'odierna Lumezzane e raggiungendo appunto le pendici del colle.
La Brixia romana di allora era un importante centro religioso, inserito amministrativamente nella regione X Venetia et Histria. Aveva ben 3 templi e, oltre al già citato acquedotto, vennero costruiti un teatro, peraltro utilizzato anche per adunanze pubbliche in epoca medievale, dei complessi termali dove in età medievale venne costruita la Rotonda, ovvero il Duomo Vecchio, e nelle vicinanze di quella che modernamente è piazza Tebaldo Brusato; si ipotizza anche la costruzione di un anfiteatro nei pressi di quello che dall'Ottocento in poi è chiamato corso Magenta, sebbene non vi sia evidenza archeologica o documentaria a supportare questa teoria. Un altro aspetto da considerare è la condizione economica bresciana durante l'epoca imperiale. Se da un lato vi fu un forte sviluppo economico, dall'altro la povertà di certe popolazioni rurali spinse un gran numero di bresciani ad arruolarsi nelle legioni; in particolare molti bresciani vennero arruolati nella Legio VI Ferrata.

### L'età imperiale
Tra I e II secolo d.C. la città conobbe una grande espansione urbanistica, grazie alla quale furono costruiti nuovi ed importanti edifici attorno all'area del foro cittadino. In ogni caso l'area compresa tra le pendici del colle Cidneo e il decumano massimo, vale a dire cioè proprio la piazza del foro, era stata oggetto di importanti interventi costruttivi già in occasione dell'erezione di un santuario di età repubblicana, databile al I secolo a.C.. Questo stesso luogo di culto venne sovrastato nel 73 d.C. da un monumentale tempio, conosciuto come Capitolium, il cui nome deriva appunto dall'intitolazione alla triade Capitolina.

#### L'imperatore Vespasiano e Brescia

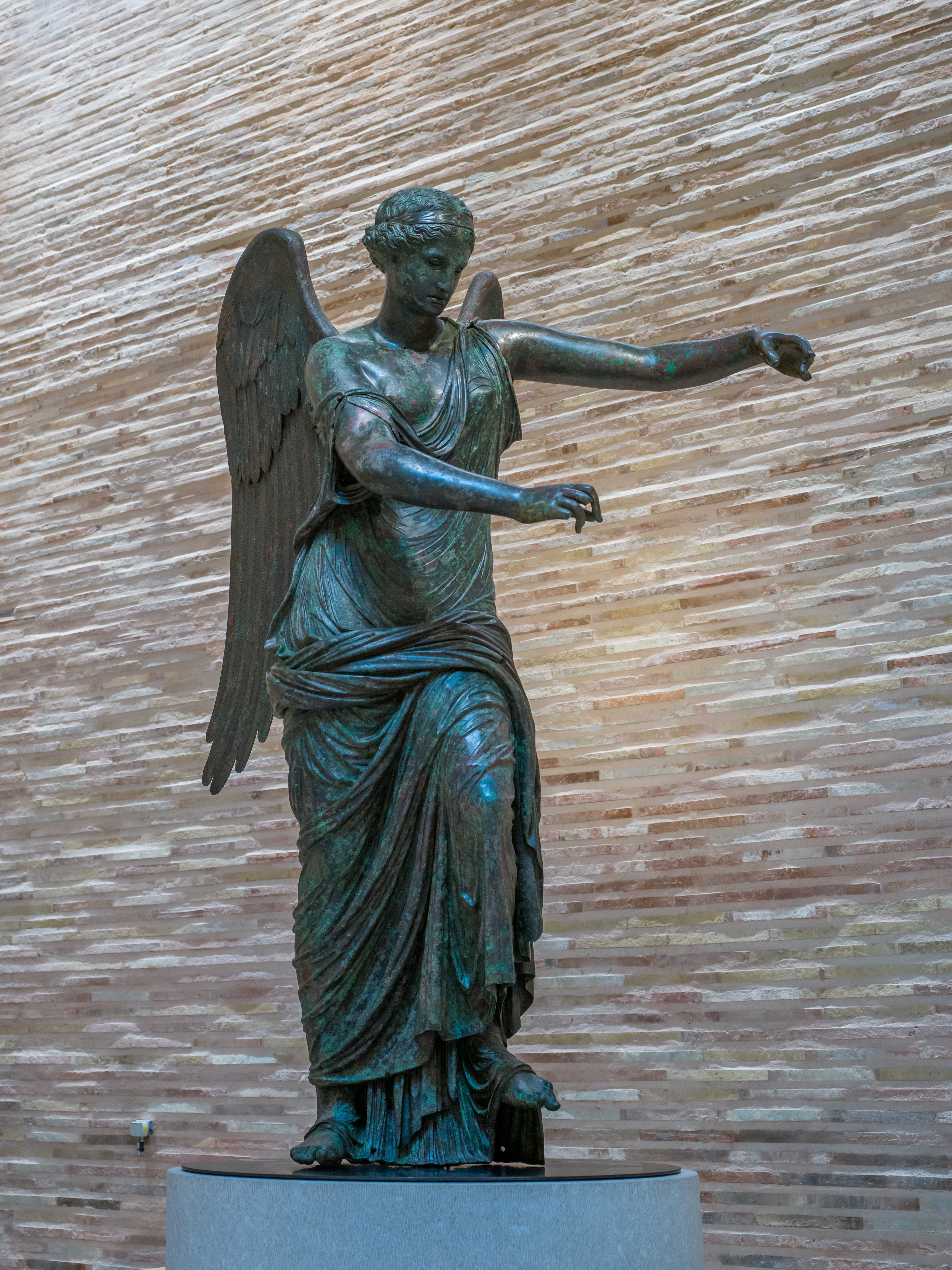
La Vittoria alata di Brescia, statua bronzea di quasi due metri di altezza realizzata nella prima metà del I secolo d.C., restaurata tra il 2018 e il 2021 e collocata nella cella orientale del tempio capitolino di Brescia.

Fatto costruire dall'imperatore Vespasiano, la commissione del tempio capitolino è da attribuire all'aiuto militare che la città fornì a quest'ultimo in occasione della battaglia di Bedriaco del 69 d.C., combattuta nei pressi di Cremona. Grazie a questa stessa battaglia egli sconfisse Vitellio e poté dunque salire al soglio imperiale. La paternità della costruzione, attribuibile appunto all'imperatore della gens Flavia, è ricavabile anche grazie alla dedica posta sul frontone del tempio, che così recita:
Tuttavia è nel 96 d.C. circa che Brixia raggiunse la sua massima espansione, arrivando a poter vantare la ragguardevole estensione di 29 ettari in superficie e una popolazione complessiva di circa 9 000 abitanti. In virtù di questa densità abitativa non indifferente, la cerchia muraria di età augustea fu ampliata nel suo tratto occidentale, all'altezza della porta mediolanensis. La ricchezza del centro urbano di quest'epoca è testimoniata, a tal proposito, proprio dai ritrovamenti archeologici, che raccontano di una realtà locale piuttosto prosperosa e benestante, considerando anche le ricche villae suburbane site in località quali Sirmione, Desenzano del Garda e Toscolano Maderno.
Per Brescia transitavano infatti importanti tratti viari che connettevano tra loro i più importanti municipia dell'Italia settentrionale: si ricordi, a tal proposito, l'importante via Gallica, (in corrispondenza dell'antica via sono stati rinvenuti nel corso di alcuni lavori, all'inizio del 2021, tre cippi militari e una colonna che segnalavano la distanza dal centro della città, il foro, di due miglia) che da est a ovest univa appunto Gradum (Grado) ad Augusta Taurinorum (Torino). Degna di menzione è anche, in tal senso, la via Mediolanum-Brixia, che collegava appunto l'antica Mediolanum a Brixia, e la stessa via Brixiana.

### L'età tardoantica e la diffusione del Cristianesimo

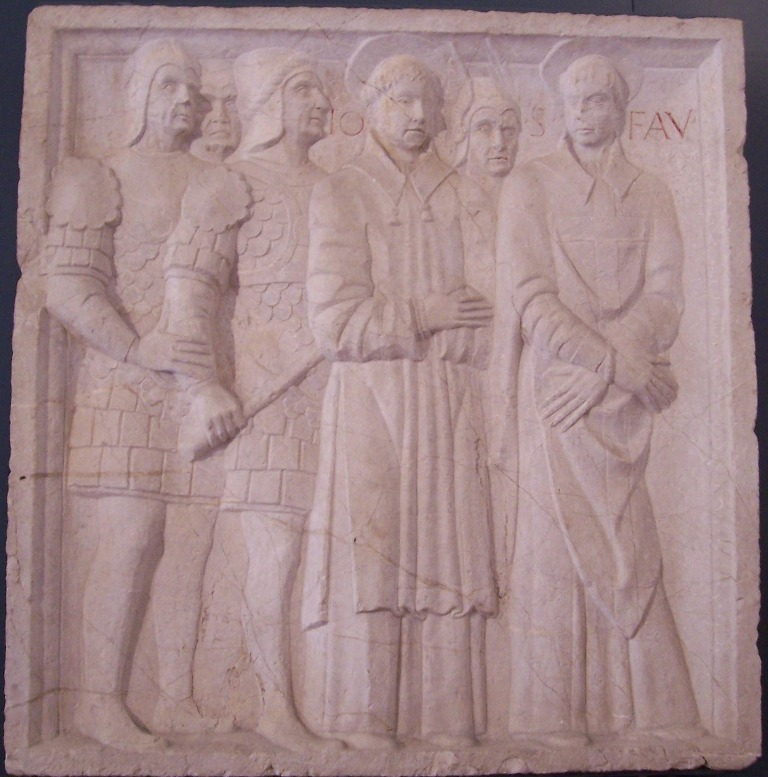
Una raffigurazione epigrafica della cattura dei due santi bresciani, Faustino e Giovita.

Già fin dal III secolo d.C la città fu interessata da importanti contatti con la religione cristiana, in maniera invero abbastanza precoce, se si considera la prima liberalizzazione del culto dei cristiani, avvenuta nel 313 d.C. grazie all'editto di Milano. Una delle prime realtà cristiane che nacque nell'Italia settentrionale si sviluppò a Milano, dalla quale Brescia fu poi la prima diocesi a staccarsi. I primi luoghi di culto cristiani sorsero nella zona più orientale della città, dunque ai piedi dei Ronchi: degna di menzione è la paleocristiana basilica di sant'Andrea, fondata forse da san Filastrio, che probabilmente fu sepolto nella medesima chiesa. La datazione circa la fondazione di questo luogo di culto è piuttosto incerta e, ad onor del vero, si ignora anche l'ipotetico luogo in cui esso si potesse trovare. Il religioso Antonio Fappani, nella sua monumentale Enciclopedia bresciana, cita una testimonianza del vescovo Ramperto, in cui si affermava che la basilica si trovasse in una generica zona orientale della città, al di fuori delle mura; tuttavia, viste le indicazioni alquanto generiche fornite da tale documento, il dubbio comunque permane. Lo stesso Giacomo Malvezzi riporta, nella sua cronaca medievale, che attorno alla prima metà del III secolo fossero costruiti i primi veri e propri luoghi di culto cittadini, tra i quali si poteva annoverare appunto la medesima basilica di sant'Andrea; in ogni caso, anche il Malvezzi ignora quando la chiesa fosse stata intitolata al santo. Tra i primi santi venerati dalla comunità cristiana bresciana figurano Faustino e Giovita, santi patroni della città, il cui martirio è collocato dalla tradizione sotto il principato di Adriano, e tra gli altri, san Clateo, secondo vescovo di Brescia (nel corso del IV secolo). Altra santa oggetto di devozione da parte dei bresciani è anche Angela Merici.

### Tra tardoantico ed altomedioevo

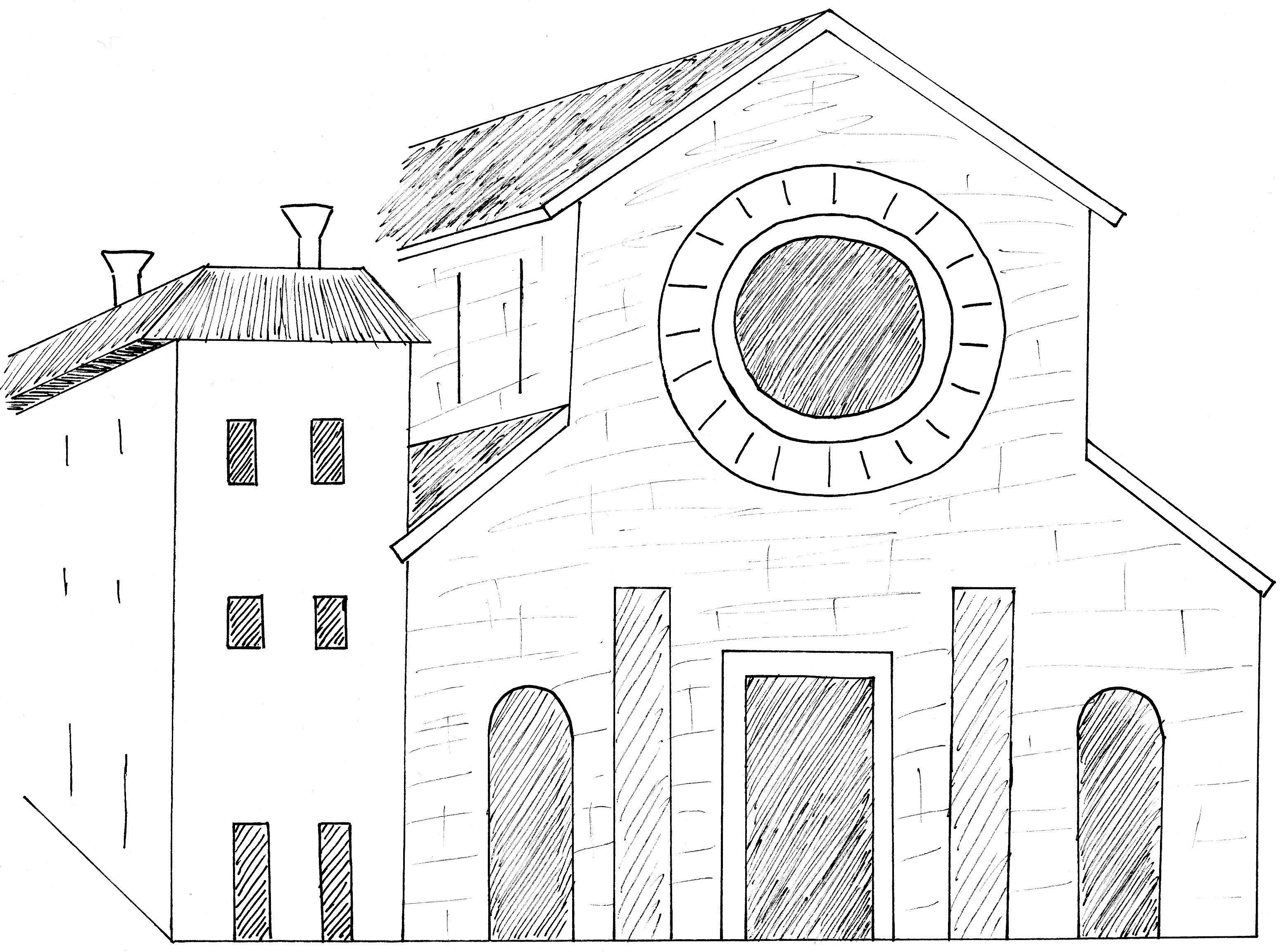
Disegno approssimativo della facciata della basilica di San Pietro de Dom sulla base della miniatura del 1588. Essa sorgeva sul sito dove si trova dal Seicento il Duomo nuovo, in piazza del Duomo.

In ogni caso questo impulso edilizio e costruttivo di matrice cristiana si spostò poi nella parte occidentale della città, nella sfera di influenza dell'antica curia ducis, costruita originariamente in età altomedievale su preesistenti edifici di età classica: a quel punto andò consolidandosi la presenza di due cattedrali, una invernale ed una estiva, in concomitanza della lotta tra Cattolicesimo ed Arianesimo. Sorsero dunque, nell'area dell'attuale piazza Paolo VI, l'antica basilica di San Pietro de Dom, sull'area che ospita dal Seicento il Duomo nuovo, e la basilica di Santa Maria Maggiore de Dom, dove invece, dal XII secolo, sorge il Duomo vecchio.
Nel 402 Brescia venne travolta dalle orde gotiche di Alarico, fu saccheggiata dagli Unni di Attila nel 452, mentre nel 476 un guerriero Turclingio di nome Odoacre, alla testa di un esercito di Eruli, conquistò la pianura padana portando alla fine dell'Impero e facendo entrare Brescia nel suo dominio. Il regno di Odoacre finì con l'avanzata degli Ostrogoti guidati dal loro re Teodorico poi detto "il Grande" che nel 493 espugnò Brescia facendone uno dei suoi maggiori insediamenti, insieme alla vicina Verona.
Durante gli eventi della guerra gotica Brescia, guidata probabilmente dal conte goto Widin, fu, insieme alla vicina Verona, una delle ultime «munitissime» città a resistere ai Bizantini, cadendo nelle mani del generale Narsete solo nel corso del 561/562.

## Il Medioevo

### L'arrivo dei Longobardi
(Paolo Diacono, Historia Langobardorum, V, 36)
Nel 568 Brescia fu tra le prime città conquistate dai Longobardi, diventandone, durante tutta la durata del regno longobardo (568-774), uno dei centri propulsori e sede di un importante ducato; tra i duchi si conta anche Rotari, poi re dei Longobardi e primo legislatore del suo popolo. Oltre a Rotari Brescia diede al regno dei longobardi altri due re: Rodoaldo, figlio di Rotari, e Desiderio. Quest'ultimo fondò, nell'area dell'attuale provincia, coadiuvato dalla moglie importanti monasteri benedettini come il monastero di San Salvatore a Brescia e la Badia leonense a Leno, posto a sud della città.
Il regno dei longobardi durò due secoli, la città venne conquistata da Carlo Magno nel 774 e fu eretta a contea del Sacro Romano Impero. L'imperatore Ludovico II frequentò spesso la curia regis cittadina e morì non lontano dalla città, presso Ghedi. Dopo la deposizione di Carlo il Grosso (888), la contea diede omaggio feudale prima a Guido di Spoleto e poi a Berengario entrando nell'orbita della Marca friulana, durante le lotte per la corona d'Italia che si svolsero prima dell'ascesa al trono di Ottone I.

## Età comunale e viscontea

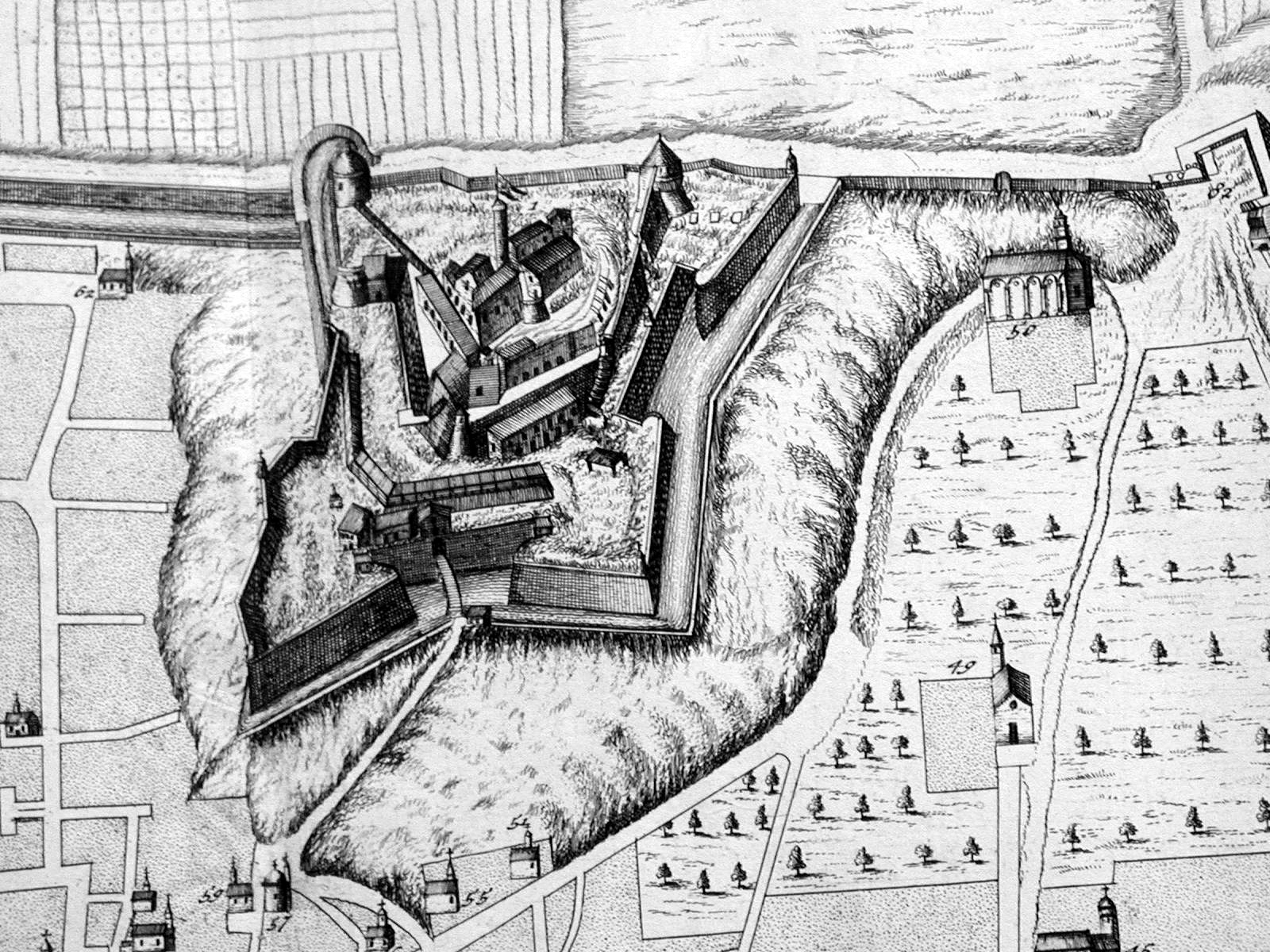
Il castello di Brescia raffigurato in un'incisione settecentesca di Pierre Mortier.

Durante il X secolo ci fu una progressiva riduzione del potere comitale, la cui carica sul finire del secolo fu assegnata al Vescovo cittadino dagli imperatori germanici. Nello stesso periodo ci fu la concomitante ascesa del libero comune che estese la propria influenza su tutto il comitato, corrispondente all'incirca l'attuale territorio provinciale, grazie ad un'accorta politica di colonizzazione delle terre incolte e di militarizzazione delle rive dei fiumi Oglio e Chiese e del Lago di Garda.
Come tutti i comuni lombardi sorse quindi in dialettica col potere episcopale e con una iniziale connotazione di fondo aristocratica, gravitante intorno alla vassallità capitaneale dei monasteri (Santa Giulia e San Benedetto di Leno su tutti) e dell'episcopato bresciano. La maturazione interna del comune e l'espansione attuata sul comitato ebbe luogo in scontro con le comunità rurali, ancora sottomesse ai signori del territorio, in particolare i conti palatini di Lomello e gli Ugoni-Longhi, stanziati a sud-est, e i conti Gisalbertini, ad ovest.
Inoltre la crescita del comune fu caratterizzata dalla lotta anche violenta con i grandi comuni confinanti, in particolare Bergamo e Cremona, che sconfisse a Pontoglio due volte consecutive, nelle battaglie delle Grumore (metà XII secolo) e della Malamorte (1191) di cui narra ampiamente il cronista Malvezzi. Partecipò inoltre alla lotta comunale della lega lombarda (seconda metà del XII) a fianco di Milano e Piacenza, storiche alleate del periodo comunale, e le truppe del comune si distinsero nella battaglia di Legnano come secondo contingente più numeroso e agguerrito dopo quello milanese.
La pace di Costanza (1183) segnò la definitiva affermazione del comune sul territorio, ormai controllato in buona parte, ma anche, precocemente rispetto ad altre città lombarde, l'esplodere dei conflitti civili che dai primi del XIII secolo insanguinarono la città. I nobili scacciati dalla città dalla fazione popolare si rifugiarono a Cremona raccogliendo appoggi tali da sconfiggere il comune popolare in battaglia. L'alternanza delle partes in città fu deleteria per la coesione del sistema politico, ormai in netta crisi, che sopravvisse, sotto la forma politica podestarile, sino alla fine del XIII secolo.
Con Federico II si rinnova la lotta tra comuni lombardi ed impero. Dopo aver subito una pesante sconfitta nella battaglia di Cortenuova nel 1237, la città subisce un violento assedio l'anno seguente, dove l'imperatore è duramente respinto; la lega delle città guelfe torna a rafforzarsi.
Nel 1259 termina la dominazione di Ezzelino da Romano e si costituisce come comune autonomo sotto la protezione di Oberto Pelavicino fino al 1265. In seguito passa sotto il controllo dei Della Torre di Milano.
Nel 1269 fa una dedizione a Carlo d'Angiò, e ritorna libera ed autonoma nel 1281.
Nel 1277 il vescovo di Brescia Berardo Maggi, con una politica marcatamente accentratrice, si fa rinnovare il titolo di Duca della Vallecamonica e Principe di Brescia.
Nel 1279 assieme a Padova, Cremona, Parma e Modena combatte contro Verona e Mantova per il possesso di alcuni castelli e la difesa degli interessi Guelfi.
Nel 1287 un patto con la Repubblica di Venezia per il passaggio del sale provoca lo scoppio della grande ribellione camuna e la spedizione militare, di esito incerto, contro i Federici e la maggior parte della nobiltà valligiana nel 1288. Seguirà la pacificazione di Matteo Visconti che nel 1291 risolse la controversia tra camuni e bresciani.
Nel 1295 Federico Odorici riporta nelle sue Storie Bresciane che vi erano due partiti politici:
- Guelfi: con le famiglie Maggi, Brusati, Gambara, Lavellongo, Poncarale, Sala, Palazzo, Martinengo. All'interno si distinguevano le fazioni dei Griffi, Bardelli e Feriola.
- Ghibellini: con le famiglie Boccacci, Occanoni, Prandoni, Alberticoli, Peschiera, Federici, Isei.

### L'assedio di Brescia da parte dell'imperatore Enrico VII

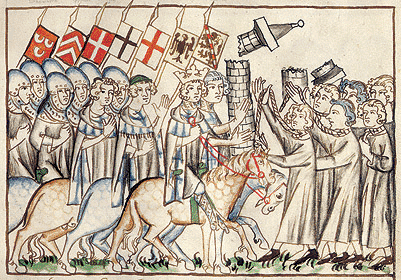
Enrico VII di Lussemburgo, raffigurato con il proprio esercito, mentre entra a Brescia dopo averne raso al suolo le mura e le torri. (Miniatura tratta dal Landeshauptarchiv Koblenz, Codex Balduineus)

La città bresciana, nel contesto dei liberi comuni formatisi a quell'epoca, si oppose fermamente al progetto promulgato dall'allora Imperatore del Sacro Romano Impero, Enrico VII di Lussemburgo: questi voleva infatti riportare sotto il dominio dell'impero le città italiane, a quell'epoca appunto libere ed indipendenti. Tuttavia, se alcune realtà accettarono di buon grado l'autorità dell'imperatore (basti pensare al fatto che fu incoronato Re d'Italia, a Milano, con la Corona ferrea, tipico diadema dei sovrani italici), altre, tra le quali figurava Brescia, si ribellarono in virtù della loro indipendenza. A questo punto Enrico marciò prima verso Mantova, la assediò e, dopo averne ottenuto la resa incondizionata, fece radere al suolo l'intera cinta muraria della città.
Volse dunque verso Brescia e, accampato l'esercito tutt'attorno alla città in data 19 maggio 1311, sostenne contro Brescia un assedio durato più di quattro mesi; negli eventi complessivi dello scontro, comunque, sono omessi i dettagli di ogni scontro e messi in evidenza, piuttosto, eventi eclatanti quali sono la morte del fratello di Enrico, Valerano, e l'efferata uccisione di Tebaldo Brusato, allora a capo della signoria della città.
L'assedio, in ogni caso, poté terminare solamente grazie alla mediazione di alcuni legati pontifici, tra tutti Luca Fieschi: la città, logorata da mesi e mesi di assedio (eppure inizialmente disposta a proseguire) accettò le condizioni di resa e, ad inizio ottobre del 1311, Enrico entrò in Brescia dopo averne fatto radere al suolo le mura e le torri. tranne tre porte considerate "reali": porta bruciata, porta sant'andrea (non esise più, è la corrispondente ovest di porta bruciata) e quella che ora è porta venezia
A proposito di questo fatto, leggenda vuole che l'imperatore, adirato con la città per la lunga resistenza oppostagli, volesse mozzare il naso di tutti i bresciani in città; tuttavia, o perché non trovò alcuno fuori di casa, o perché i legati pontifici lo riportarono a ragione, si accontentò di tagliare il naso unicamente alle statue. Lo stesso mostasù dèle Cosére, dunque, sarebbe testimone di quel fatto.

### La signoria viscontea
Nel 1313 fece atto di dedizione alla nascente signoria viscontea.
Nel 1317 le forze di Matteo Visconti e Cangrande della Scala assediano la città responsabile di aver scacciato la famiglia Maggi, sostenitrice del partito ghibellino.
Nel 1329 Cangrande della Scala conquista buona parte del territorio bresciano.
Il 31 dicembre 1330 Giovanni di Boemia è in Brescia, che con l'appoggio di Mastino della Scala fa rientrare i ghibellini, con i quali inizia la costruzione del Castello di Brescia sul monte Cidneo. Inoltre appoggia l'autonomia della Val Camonica.
L'8 ottobre 1337 Brescia, sotto il controllo scaligero, si dona ai Visconti milanesi, dopo la sconfitta delle truppe veronesi. Durante il periodo visconteo gli uomini di Brescia furono spesso mobilitati per azioni militari, come nel 1354, quando il comune dovette inviare cavalieri e fanti a Parma per operare contro i nemici dei Visconti.
Il 3 luglio 1403 Baroncino II dei Nobili di Lozio, alla guida di 7000 guelfi di Val Camonica e della Val di Scalve espugna Brescia al seguito di Giovanni Ronzoni, facendo strage di ghibellini e cacciando il vescovo Giacomo Pusterla, che parteggiava per la duchessa Caterina, moglie del defunto Gian Galeazzo Visconti e reggente del figlio Filippo Maria Visconti, lasciandola poi nelle mani di Francesco Novello dei Carrara, signore di Padova. Prima della fine dell'anno Brescia tornerà in mani Viscontee.

### Brescia malatestiana
Tra il 1404 ed il 1421 Brescia passa sotto Pandolfo III Malatesta. Ex generale dei Visconti, essendo i suoi signori in debito con lui e non avendo moneta con cui pagarlo, gli affittano Brescia in modo che si ricompensi con le decime cittadine. In realtà Pandolfo III, con la complicità di suo fratello Carlo I Malatesta, instaura una vera e propria signoria, con una corte di tutto rispetto, ricca di istituzioni laiche e religiose, animata dai maggiori artisti dell'epoca. Il Malatesta subisce l'invasione delle truppe viscontee comandate da Francesco Bussone detto "il Carmagnola", nel 1419, anno in cui perde il controllo della città di Bergamo. Dopo la sconfitta dell'esercito di Lodovico Migliorati nella battaglia di Montichiari (ottobre 1420), Pandolfo è costretto a venire a patti con il duca di Milano, cedendo Brescia per un risarcimento di 34.000 ducati e permettendo così l'ingresso del Carmagnola in città il 21 marzo 1421.
Il 17 marzo 1426 Brescia si rivolta a Filippo Maria Visconti e si dà alla Repubblica di Venezia. L'anno seguente le truppe della serenissima combattono contro quelle milanesi, fino ad arrivare al trattato di cessione alla Serenissima il 30 dicembre.

## Età veneta

### Prospetto generale della situazione economica e demografica tra XV e XVI secolo
(M. Melchiorre, Conoscere per governare. Le relazioni dei sindaci inquisitori e il Dominio veneziano in Terraferma (1543-1626), Udine, 2013, p. 140.)

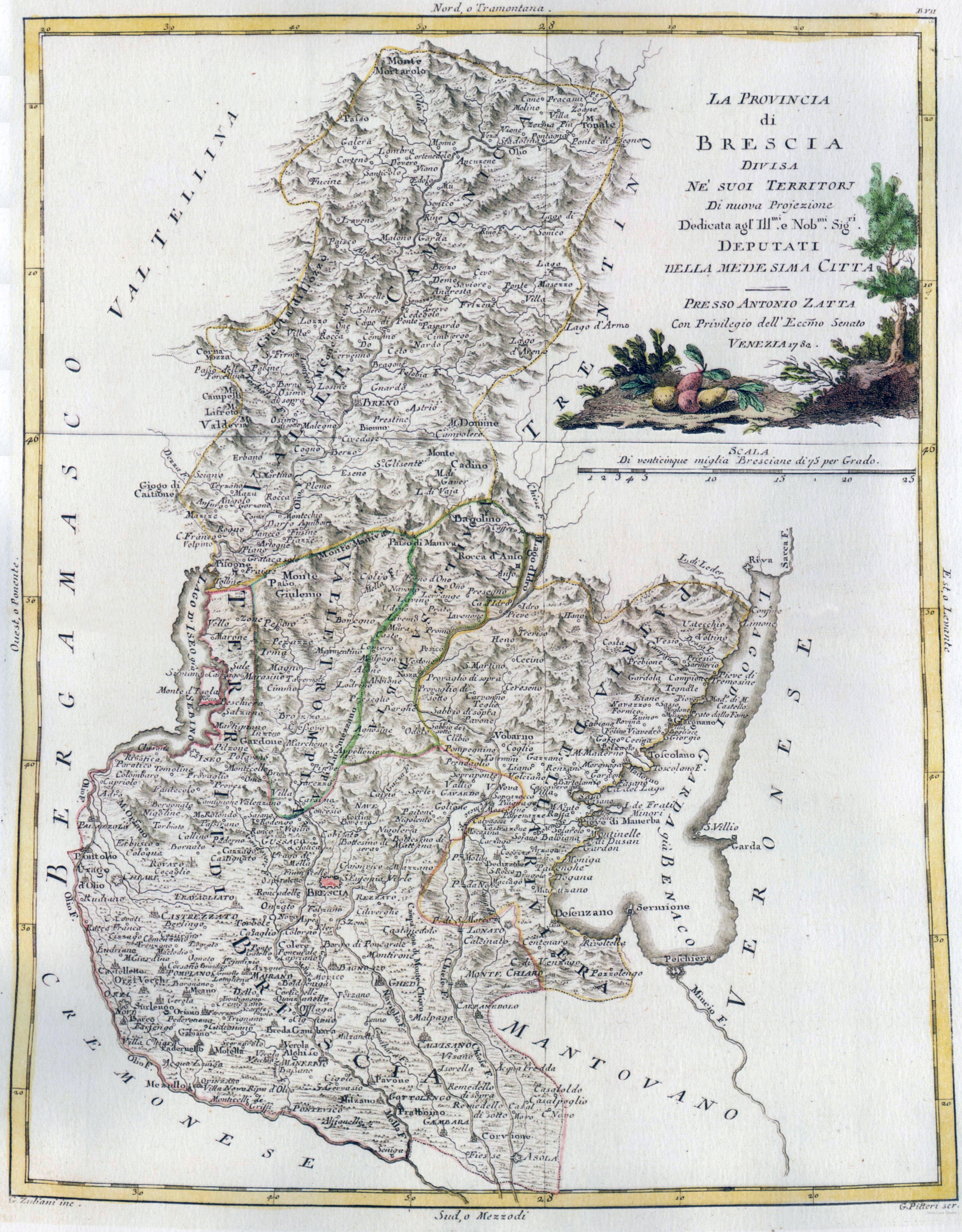
La provincia di Brescia in epoca veneta in una raffigurazione di Antonio Zatta del 1782.

Il 20 novembre 1426 Brescia si diede formalmente alla Repubblica di Venezia, diventando così parte dei domini di Terraferma. Da quel momento in poi, nel contesto dei territori da lei amministrati, la stessa Venezia ebbe sempre in considerazione Brescia come la città più ricca di tutti i suoi domini e una delle più importanti in assoluto a livello strategico e politico: non è un caso che, infatti, nel 1469 la stessa città e il Bresciano fornissero da soli alla Serenissima circa un quarto del totale delle tasse riscosse per tutti i domini di terraferma e che, tra il 1475 e 1476, la sola Brescia avesse le entrate fiscali più alte di qualsiasi altra città dei domini veneziani. Un simile benessere è da imputare a diversi fattori: tanto per cominciare, un elemento è la grande ricchezza del territorio bresciano e alle sue risorse naturali, con grande abbondanza di risorse idriche per la presenza di laghi e corsi d'acqua, grandi aree pianeggianti nel territorio a sud della città per le coltivazioni ed estese aree boschive a nord, con la presenza nelle valli prealpine di risorse metallurgiche e minerarie per la lavorazione del ferro, da sempre grande elemento di prestigio per Brescia in tutta Europa. Altro aspetto non di poco conto per la Brescia della prima età moderna è la considerevole dimensione demografica della città: già nel 1440 si pensa che potesse avere circa 15.000 abitanti, già 28.000 nel 1459 e attorno ai 48.500 nel 1493. Se si considera anche l'area cosiddetta delle chiusure, quartieri suburbani estesi fino a 3 km al di fuori delle mura urbiche, la città poteva arrivare a contare circa 65.000 abitanti nel 1505. Altro dato di non poca rilevanza deducibile da analisi demografiche e statistiche, è la consistenza generale della popolazione nel XVI secolo della stessa Brescia, che a quest'epoca viene annoverata tra le 30 città più popolose in Europa, figurando al 24º posto con una considerevole popolazione stimata in circa 50.000 individui.
Fino alla Pace di Lodi si verificarono degli scontri tra la Serenissima e gli eserciti mercenari dei Visconti che non volevano rinunciare al bresciano. Si ricorda, in particolare, il lungo assedio del 1438 ad opera di Niccolò Piccinino, per conto del duca di Milano, assedio che venne spezzato grazie all'intervento di Scaramuccia da Forlì, capitano di ventura che operava per conto di Venezia. Proprio durante questo assedio è tradizionalmente ricordata l'apparizione dei SS. Faustino e Giovita, che nel periodo di dominazione veneta diventeranno i Santi Patroni della città.
In epoca veneta la Bresciana aveva 21 suddivisioni: quattro podesterie maggiori Val Camonica, Salò, Asola ed Orzinuovi; tre podesterie minori, Chiari, Lonato del Garda e Palazzolo sull'Oglio; sette vicariati: Iseo, Montichiari, Gottolengo, Rovato, Calvisano, Quinzano d'Oglio e Pontevico; sette vicariati minori: Gavardo, Manerbio, Ghedi, Gambara, Pontoglio, Castrezzato e Pompiano. Per le elezioni delle podesterie maggiori serviva che i candidati ottenessero i due terzi dei favorevoli, per gli altri bastava la maggioranza semplice. La carica durava un anno e iniziava ad ottobre.
Venezia accordava ampia autonomia ai sudditi fedeli, compensandoli con privilegi, il più importante del quale era il distacco del territorio, divenendo così “corpo o terra separata”. Il 1º luglio 1428 fu la Val Camonica, nel 1440 l'ebbero Brescia (9 aprile), Asola (27 luglio), Lonato (17 settembre) e la Riviera il 19 dicembre. Per la Val Trompia il 30 gennaio 1454, per la Valle Sabbia il 19 agosto 1463. Il territorio vero e proprio rimase compreso dei comuni del lago d'Iseo, Franciacorta, aree a nord ed est della città e dalla pianura.
Nel febbraio 1512 fu occupata e saccheggiata dal condottiero francese Gastone di Foix-Nemours, nipote del re Luigi XII.
Il 18 agosto 1769 un fulmine colpì la torre di San Nazaro, adibita a polveriera, che si trovava vicino all'omonima Porta di San Nazaro, dove oggi c'è la fontana di Piazza della Repubblica. Ne seguì un'enorme esplosione che distrusse quasi un settimo della città. La stima delle vittime è incerta, andando da un minimo di 400 morti fino a 2.500. Di certo furono completamente atterrate le cento case del borgo di S. Nazaro e altre circa 210 abitazioni limitrofe.
Brescia condivise le sorti della Serenissima fino all'occupazione da parte dell'Armata d'Italia nel 1797. A seguito del trattato di Campoformio del 1797 divenne territorio della Repubblica Cisalpina e condivise le sorti degli stati napoleonici successivi, la Repubblica Italiana e il Regno d'Italia, fino alla caduta del Viceré Beauharnais avvenuta nel 1814.

## Regno Lombardo-Veneto

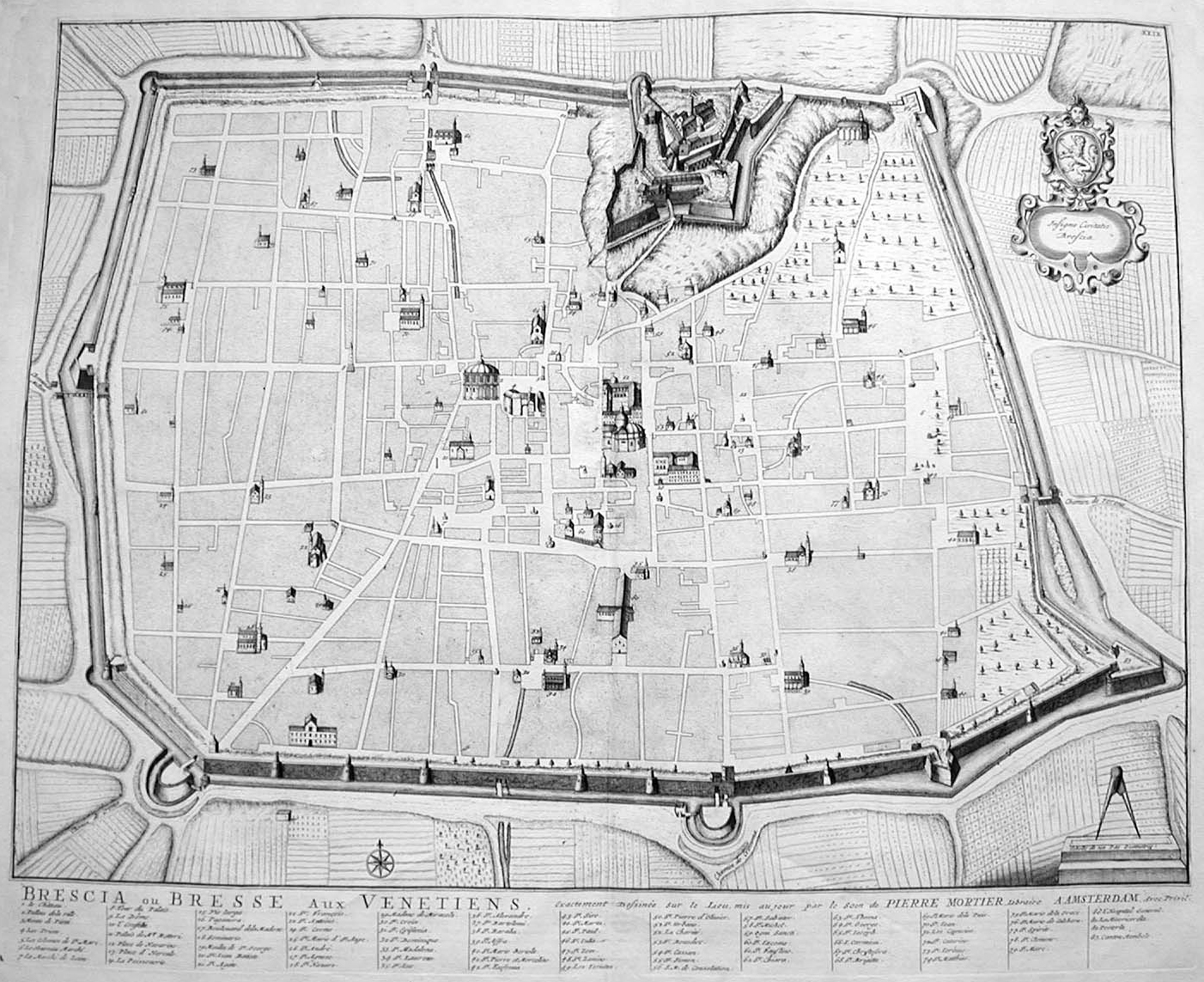
Mappa di Brescia a inizio Settecento.

Durante il Risorgimento la città di Brescia si distinse per la rivolta anti-austriaca delle Dieci giornate (marzo 1849) che, per la sua eroica resistenza, le valse l'appellativo, datole da Giosuè Carducci, di "Leonessa d'Italia", con anche un'evidente allusione al Leone, simbolo araldico della città. Il capo degli insorti, Tito Speri, continuò negli anni successivi la sua attività cospirativa fino al 3 marzo 1853, quando fu giustiziato a Belfiore, località alla periferia di Mantova, divenendo uno dei Martiri di Belfiore.
Henry Dunant, testimone nel 1859 della Battaglia di Solferino e San Martino, rimase sconvolto dalla situazione dei feriti visti sul campo di battaglia e a Brescia, che con i suoi 40 000 abitanti aveva visto affluire oltre 30 000 feriti; ebbe qui l'idea di fondare la Croce Rossa, idea che realizzò una volta ritornato a Ginevra. Nel suo libro, Un ricordo di Solferino, Henry Dunant parlò della battaglia e tornò più volte sulla dedizione del popolo di Brescia per aiutare i feriti.

## Brescia sotto i Savoia
Nel 1860 Brescia venne annessa al Regno d'Italia.
Durante il periodo precedente alla Grande Guerra Brescia venne interessata da una importante industrializzazione.

## Ventennio fascista

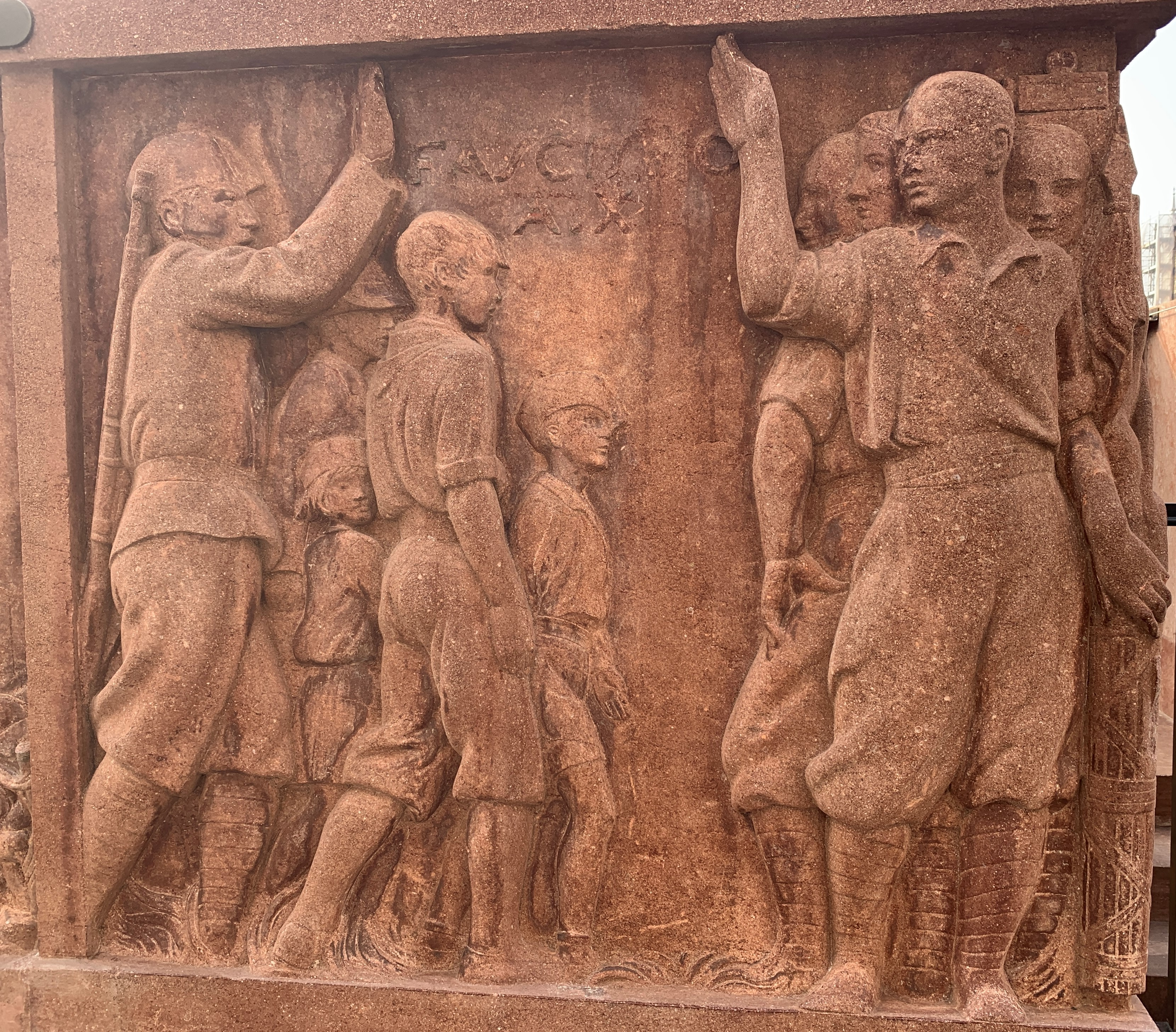
Fascismo arengario piazza Vittoria Brescia

Il progetto più rilevante che caratterizzò la città in questo periodo fu la riqualificazione del medievale quartiere delle Pescherie, il lembo meridionale del Carmine che, oltrepassato il Palazzo della Loggia, arrivava fino a Piazza del Mercato, delimitato a est dai portici di Via Dieci Giornate. Il progetto, avviato nel 1927 con la riforma del piano regolatore comunale, mise in atto la definitiva demolizione dell'area in questione, sulla quale fu costruita l'attuale Piazza della Vittoria. Il progetto, da un lato, servì a dotare Brescia di un'ulteriore piazza di carattere civico (quelle di carattere religioso erano in notevole soprannumero) e di porre fine agli annosi problemi del quartiere delle Pescherie, primi fra tutti la sanità e la sicurezza. Dall'altro lato, la costruzione della piazza portò alla demolizione di diverse opere medievali di notevole valore architettonico, come il caratteristico borgo, i resti della curia ducis (fondamenta della quale sono oggi visibili grazie ai lavori per la metropolitana) e la piccola chiesa di Sant'Ambrogio. Sul posto degli edifici medievali sorsero, sul progetto di Marcello Piacentini, numerosi esempi di architettura razionalista, su tutti il Torrione INA, con i suoi 57 metri di altezza primo grattacielo costruito in Italia e tra i primissimi in Europa.
L'operazione, inoltre, prevedeva la realizzazione di due viadotti perpendicolari che avrebbero attraversato la città a croce, incontrandosi appunto in piazza della Vittoria, che ne avrebbe costituito il nodo. Il progetto, per mancanza di fondi, non fu mai realizzato.
Altro progetto significativo del periodo fu la Galleria Tito Speri, che venne abbozzato attorno al 1920, anche se già fin dalla fine dell'Ottocento i piani di sviluppo della città miravano ad un'espansione verso nord.
Dopo un primo progetto a cura dell'ingegnere Giovanni Conti tra il 1921 e il 1925 e l'approvazione da piano regolatore nel 1929, la vera decisione giunse nel 1932 e fu rafforzata ancor più dalla richiesta da parte delle autorità militari della costruzione di rifugi antiaerei. Nel 1935 il progetto venne presentato, ma il costo di 7 milioni di lire ne determinò un temporaneo accantonamento, fino al 1937.
Già allora aveva la struttura che oggi conosciamo: una galleria centrale per una lunghezza di 600 metri a collegare via Musei alla Pusterla, e due gallerie laterali, dirette verso via San Faustino.
L'iter per ottenere il permesso fu lungo e complesso: importante fu l'intervento a Roma dell'ingegnere Francesco Fantoni, responsabile dell'ufficio tecnico comunale e progettista dell'opera.
I lavori iniziarono nel gennaio 1943: interrotti nel '45, vennero ripresi tra il 1946 e il '48. Durante i bombardamenti della Seconda Guerra mondiale la galleria servì da ricovero e rifugio antiaereo per la popolazione. L'inaugurazione ufficiale avvenne il 28 aprile 1951.

## Brescia repubblicana

### Brescia sotto il governo di Boni
La Brescia repubblicana (dove al referendum istituzionale del 1946 la stessa scelta repubblicana ottenne il 62,6%) insignita della medaglia d'Argento al Valor Militare per la Resistenza, visse il periodo della ricostruzione godendo dell'operosità tipica della popolazione. L'industria pesante venne riconvertita, la città - martoriata dai bombardamenti bellici - visse gli anni della ricostruzione sotto la guida del sindaco democristiano Bruno Boni, amministratore estremamente amato dai cittadini, che restò ininterrottamente in carica dal 1948 al 1975. Boni era definito per dileggio "Ciro l'asfaltatore", (lo slogan delle opposizioni fu "asfaltar no es gobernar") ma la sua opera intensa contribuì a creare strutture ed infrastrutture moderne ed efficienti. Alcuni suoi progetti non furono accettati (il tunnel sotto la Maddalena per togliere dalla città il traffico verso la Val Trompia, il canale navigabile di collegamento con Mantova), sebbene venissero presentati come opere di importanza strategica. Grazie ad uno dei vari progetti promossi da Boni, nel 1972 Brescia, prima città in Italia, si dotò del teleriscaldamento.
In questo periodo a Brescia non venne meno la tradizione sociale, e alla figura di Boni si affianca quella di padre Ottorino Marcolini, fondatore della Cooperativa La Famiglia, che realizzò interi quartieri residenziali alla periferia di Brescia. Anche il mondo della cooperazione sociale, capillare e proficuo, risente dello spirito di "cattolicesimo progressista" e trova conformazione, all'inizio degli anni ottanta, nel consorzio provinciale Sol.Co.

#### La strage di piazza Loggia

Una foto scattata durante i tragici eventi della strage di piazza Loggia.

Il 28 maggio 1974, durante una manifestazione sindacale ed antifascista, ebbe luogo la drammatica strage di Piazza della Loggia. Otto persone persero la vita e decine furono i feriti. Una stele commemorativa ricorda i caduti, sotto i portici di fronte alla Loggia, nel punto dove deflagrò l'ordigno nascosto in un bidone (una colonna, visibilmente rovinata, testimonia l'intensità dello scoppio). Il 16 dicembre 1976 un altro ordigno scoppia in piazzale Arnaldo, uccidendo una persona e ferendone altre 11.

### Brescia all'alba del terzo millennio
A Brescia Due, nel 1992 è sorto il Crystal Palace, il primo edificio cittadino a superare i cento metri d'altezza. Nei due decenni successivi, il Crystal Palace è stato affiancato da numerosi altri grattacieli che hanno ridisegnato lo skyline dell'area.
Dopo il tracollo della prima Repubblica finì l'egemonia democristiana. La tendenza cattolico democratica dei bresciani trovò però espressione nella guida di giunte di centrosinistra, guidate, in ordine cronologico a partire dal 1994, da Mino Martinazzoli, Paolo Corsini, entrambi con due mandati, Adriano Paroli, Emilio Del Bono con due mandati e Laura Castelletti, eletta nel 2023 e primo sindaco donna della città.
Dal sistema di teleriscaldamento degli anni 1970, negli anni 1990 è derivato un nuovo sistema per produrre energia attraverso la combustione dei rifiuti (il termovalorizzatore di Brescia è stato considerato dall'Università Harvard il migliore al mondo, anche se gli ambientalisti contestano questo riconoscimento in quanto l'Ente premiatore, Wtert, della Columbia University, ha tra gli sponsor la Martin GmbH, Germany, produttrice dello stesso impianto).
Tra i progetti più significativi del nuovo millennio, la riforma del trasporto pubblico urbano (con la creazione delle LAM, linee ad alta mobilità) e soprattutto il discusso progetto per la metropolitana, ultimato nel 2013.
La città, con la sua provincia, agli inizi degli anni 2020 fu duramente colpita dalla pandemia di COVID-19, che causò diversi decessi e il collasso di strutture ospedaliere, tanto da essere tra le città più duramente colpite nella prima ondata del virus nella penisola.

## Bibliografia

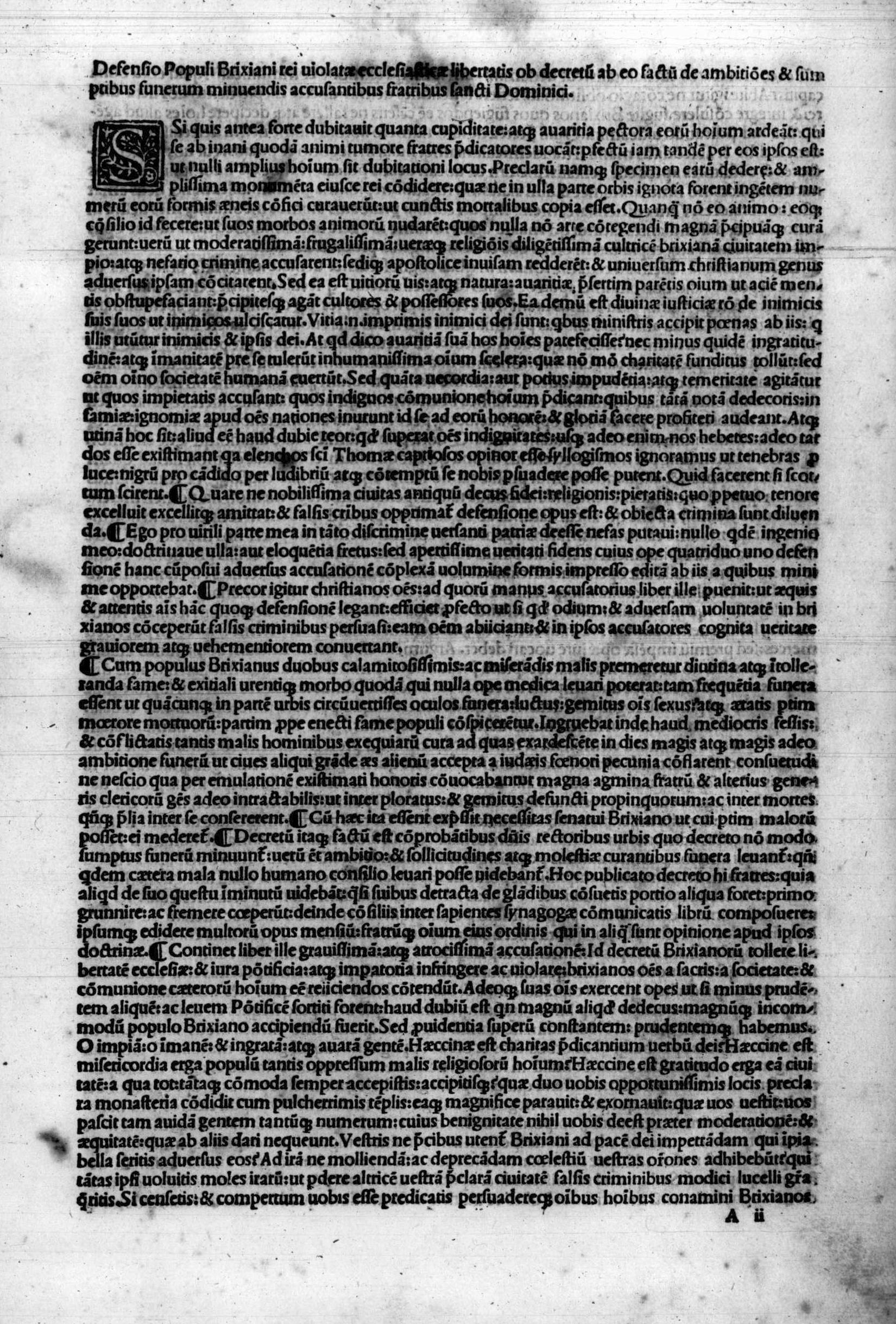
Defensio statuti Brixianorum de ambitione et sumptibus funerum minuendis, 1507